# Clemente Serventi
Clemente Serventi (Roma, 7 settembre 1889 – Roma, 19 gennaio 1974) è stato un tennista, calciatore e dirigente sportivo italiano.

## Biografia

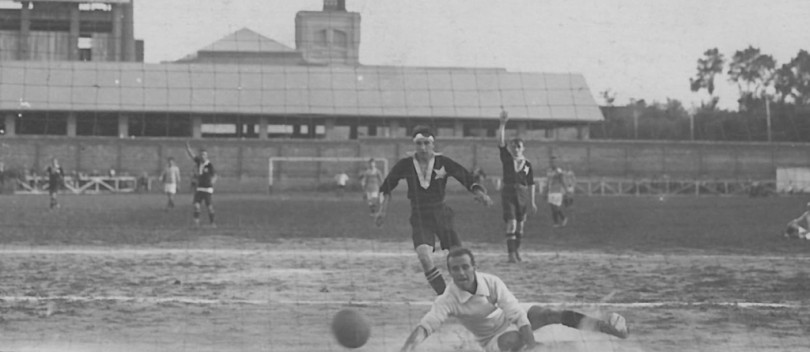
Serventi trafitto da Giovanni Gallina del Casale nella gara di andata della Finalissima nazionale del Campionato (5 luglio 1914)

Nato nel 1889 a Roma, fu portiere della Lazio dal 1913 al 1915. Nel 1913-1914 giocò 15 delle 16 gare dei biancocelesti in Prima Categoria, con la vittoria della finale centro-meridionale contro l'Internazionale Napoli e la sconfitta nella Finalissima nazionale con il Casale. Presente persino nei quadri dirigenziali, fu in rosa anche l'anno successivo, prima di partire per il fronte della prima guerra mondiale, con i gradi di caporale, e abbandonare il calcio.
Dopo il 1918 si dedicò al tennis, vincendo in carriera 6 titoli ai campionati italiani assoluti: 2 nel singolare e 4 nel doppio con 4 compagni diversi: Sabbadini, il fratello Alfonso Serventi, D'Avalos e Bonzi.
A 34 anni partecipò ai Giochi olimpici di Parigi 1924, gareggiando sia nel singolare, dove uscì al 1º turno, eliminato dallo statunitense Watson Washburn, vittorioso per 6-4 6-3 6-4, sia nel doppio con Uberto De Morpurgo, nel quale i due furono sconfitti al 3º turno dalla coppia francese Brugnon-Cochet, poi argento, per 6-2 6-4 6-2, dopo aver eliminato nel turno precedente i belgi de Laveleye-Washer.
In tabellone per il singolare agli Internazionali di Francia 1926, non vi prese parte, ma partecipò a quelli del 1929, sia nel singolare, nel quale venne eliminato al 2º turno dal francese Paul Féret, vittorioso per 3-6 6-3 6-0 6-0, sia nel doppio con Leonardo Bonzi, nel quale i due vennero sconfitti al 2º turno dalla coppia britannica Collins-Gregory per 6-2 7-5 15-13, dopo aver superato nel turno precedente gli statunitensi Converse-Goldschmidt.
Nel 1925 e 1926, inoltre, prese parte a 2 edizioni dell'International Lawn Tennis Challenge, l'attuale Coppa Davis, fermandosi in entrambi i casi ai quarti di finale, nel 1925 con la Francia e nel 1926 con la Gran Bretagna.
Fu tra i fondatori del Tennis Club Parioli.

## Palmarès

### Tennis

#### Campionati italiani assoluti
- 1923: doppio con Riccardo Sabbadini
- 1924: singolare, doppio con Alfonso Serventi
- 1925: doppio con Carlo D'Avalos
- 1929: singolare, doppio con Leonardo Bonzi